# ساحل دیگر
ساحل دیگر (گرجی: გაღმა ნაპირი) یک فیلم درام گرجستانی محصول سال ۲۰۰۹ به کارگردانی گیورگی اواشویلی می‌باشد. ساحل دیگر فیلم ارسالی گرجستان برای هشتاد و دومین دوره جوایز اسکار بهترین فیلم بین‌المللی بود. این اثر برنده جایزه بهترین فیلم یازدهمین دوره جشنواره بین‌المللی فیلم داکا شد.